# José María Cagigal
José María Cagigal (Bilbao, 1928 - Madrid, 7 de diciembre de 1983) fue un filósofo español del deporte.

## Biografía
Estudios académicos:
- Estudios de Teología y Psicología en la Facultad de St. Georgen (Fráncfort, Alemania).
- Profesor de Educación Física por la Escuela de Educación Física de la Facultad de Medicina de la Universidad Complutense de Madrid.
- Diplomado en Psicología por la Universidad Complutense de Madrid
- Licenciado en Filosofía y Letras por la Universidad Complutense de Madrid
- Licenciado en Educación Física por el INEF de Barcelona.
- Doctor en Filosofía (Educación Física) por la Universidad “Carolus” de Praga.

En 1959 fundó la revista deportiva Citius, Altius, Fortius. En 1961 accede al cargo de secretario general técnico de la Delegación Nacional de Educación Física y Deportes (embrión del actual Consejo Superior de Deportes), cargo que ejerció hasta 1963.
Los primeros pasos hacia la creación del Instituto Nacional de Educación Física (INEF) comenzaron cuando Cagigal, a instancias propias, fue comisionado en enero-febrero de 1962 para estudiar “in situ”, en Alemania, Suecia e Italia la organización y funcionamiento de los Institutos Superiores de Educación Física y Escuelas Superiores de Deportes.
A partir de 1962 se le encargó planificar, organizar y gestionar la construcción y puesta en marcha del Instituto Nacional de Educación Física de Madrid, creado por la Ley de Educación Física de diciembre de 1961.

Cagigal dirigió el INEF de Madrid desde su fundación en 1966 hasta su dimisión en 1977. Así mismo, dirigió el “Centro de Estudios Olímpicos” del INEF de Madrid desde su creación en 1969 hasta 1977.
Como docente en el INEF de Madrid, Cagigal desempeñó los siguientes puestos:
- Profesor Titular de Psicopedagogía por concurso-oposición desde el primer curso académico 1967-68 hasta el cambio de plan de estudios de 1979.
- Profesor Titular de Psicología desde octubre de 1979.
- Profesor Titular de Psicología del Deporte desde octubre de 1980.
- Profesor Titular de Teoría de la Educación Física y el Deporte desde octubre de 1981.

José María Cagigal fue un hombre pionero y decisivo en la nueva orientación del deporte y la educación física en España, contribuyó a su dignificación intelectual y a su consolidación institucional y social.  En el extranjero gozó de un gran prestigio, ocupó altas responsabilidades y se convirtió en un líder mundial. Ayudó, desde su privilegiada atalaya en los circuitos político-profesionales internacionales, a difundir su idea de una educación física humana y pedagógica, que constituía una alternativa respecto a la educación física tecnológica, empírica e higiénica que estaba en auge. Por consiguiente, merece ocupar un lugar dentro de la historia de la pedagogía española.
Al analizar el aporte intelectual del personaje se distingue un doble itinerario: el intelectual teórico y el hombre de acción. Como pensador se le puede considerar un humanista que promueve la utilización del deporte como instrumento educativo principal. Como hombre de acción destacó su decisiva participación en la Ley de Educación Física de 1961, en la que se crea el INEF, y su posterior dirección (1966-1977). Desde el INEF de Madrid, intentó la transformación de la educación física y el deporte en nuestro país, creando un centro superior de formación entre los mejores de Europa.
Falleció trágicamente el 7 de diciembre de 1983 en el Aeropuerto de Barajas de Madrid en la colisión sufrida por el Vuelo 350 de Iberia.

## Pensamiento
Extraído de
El deporte
- El fundamento ideológico del pensamiento cagigaliano es el humanismo deportivo. El hombre es el centro máximo de su atención. A través del deporte Cagigal realiza una intensa búsqueda del humanismo y la identidad del hombre en la sociedad actual.
- El deporte es una práctica humana ancestral de carácter recreativo que ha sido patrimonio de todas las culturas. El deporte está cargado de historia, de valores culturales y de valores educativos.
- El deporte constituye, por sí mismo, el gran medio de la educación del hombre.
- Traza una teoría bifrontal del deporte: el deporte espectáculo y el deporte praxis; ambos parten de un tronco común (el juego, el ejercicio físico y la competición) pero siguen líneas divergentes y conforman realidades distintas.
- Desde su primera publicación intenta, repetidamente, definir el deporte como realidad individual y fenómeno social. Más adelante (en 1970) esboza una triple definición de deporte como resumen de su pensamiento sobre este polisémico concepto: desde el punto de vista esencial, lo considera un juego competitivo en forma de ejercicio físico con reglas estructuradas y más o menos organizadas; desde el punto de vista existencial, ve al deporte como el instinto que el hombre manifiesta en cuerpo y espíritu; y, finalmente, cree que es una protesta instintiva contra la restricción de movimiento impuesta por la mecanización. Pero a partir de 1971, renuncia explícitamente a ello y concibe el deporte como una realidad indefinible que responde a ciertas características.
- El deporte permite ensayar modelos generales de la conducta humana. En contraposición a los intereses individuales y las obligaciones sociales, el deporte representa, según el mensaje cagigaliano, una vía de escape, una vía de ilusión, una vía de liberación y un medio eficaz de integración social.
- Consiguió dar relevancia a las teorías humanistas mediante el deporte. El mensaje cagigaliano es de rebeldía del hombre contra una sociedad cada vez más deshumanizada.
- El deporte, parte importante de la sociedad moderna, está influenciado y contaminado por aquella. Es preciso humanizar el deporte, es decir, la persona deportista está por encima de los resultados de los sistemas de entrenamiento y del propio deporte.
- El mundo del deporte constituye un microcosmos ideal para poder estudiar al hombre.
- Desde las ciencias humanas, contribuyó a la construcción de un análisis multidisciplinar aplicado al deporte, entendió este como dos realidades progresivamente divergentes que parten de una base común.
- Considera al deporte práctica como el auténtico deporte, pues posee un gran caudal de valores humanos y formativos que es preciso cuidar y desarrollar. Aboga, pues, por el deporte abierto y espontáneo como fórmula de liberación personal y enriquecimiento educativo. En esta línea, apoyó decididamente el movimiento del deporte para todos en sus diversas fórmulas y el deporte popular tradicional.
- Aunque fue un fiel aficionado seguidor del deporte espectáculo, criticó sin embargo sus desmesuras y su proceso de desludificación, aunque siempre lo consideró (a pesar de sus excesos) como una actividad necesaria para el hombre y la sociedad.
- Hacia el final de su andadura, trazó un panorama futuro en torno al deporte espectáculo lleno de negros presagios que como consecuencia afectarían gravemente al deporte práctica, pues este se miraba en el espejo del primero.

La educación física
- En contra de la línea educativa tradicional considera al hombre corporal como la concepción más integral del hombre.
- Prescinde intelectualmente de la educación física oficial existente en España, omitiendo casi toda referencia a ella, y se opone a la educación física empírica y tecnológica que imperaba en los ambientes internacionales. Propone una verdadera revolución en el campo educativo.
- La educación física es, para Cagigal, una parte fundamental de la educación total del individuo. Debe ser el sistema más completo de la educación del hombre por encontrarse más próximo a la naturaleza humana.
- La cultura física debe desplazar del centro de gravedad educacional a la cultura intelectual y la educación física convertirse en el centro educacional de la persona humana. Pues el hombre (ser moviente por naturaleza) se desarrolla a través del movimiento y este afecta a la persona entera y no solo al cuerpo.
- Cree que es preciso dotar a la educación física del carácter científico y humanístico del que carecía.
- Defiende una educación física humanista entroncada en el ámbito de las ciencias de la educación y estrechamente vinculada con los ideales olímpicos.
- Propugnaba el carácter abierto y multidisciplinar de las ciencias de la educación física, rechazando el reduccionismo de partir de un espacio propio y original para construir una ciencia específica e independiente de las demás.
- Sienta las bases de una teoría pedagógica y humanista de la educación física, núcleo central de la educación del ser humano, pues a través de ella (por medio de sus componentes básicos estructurales: el cuerpo y el movimiento) se puede lograr la educación total del individuo.
- Distinguió en el conocimiento científico de la educación física la dimensión científica (kinantropología), es decir, el estudio riguroso de la motricidad human y la dimensión educativa (educación física), o sea, el estudio de las implicaciones pedagógicas y educativas del movimiento humano.
- El deporte es el componente central y más esencial de la educación física, aunque no el único.
- En 1967 ensaya una definición que nace de la interpretación fiel del concepto de “educación” y que posteriormente va redefiniendo. No obstante en 1981, renuncia explícitamente a seguir definiendo el concepto de “educación física” aunque si que lo explica y completa con diversas argumentaciones.
- La dispersión semántica del término educación física, o su equivalente, y la falta de identidad conceptual de esta disciplina suponen un serio obstáculo para una concepción unitaria y definitiva del término.

El olimpismo
- El olimpismo es una filosofía que debe estructurar su ideología sobre la base de la naturaleza humanística del deporte (cuerpo y movimiento).
- La fuerza del olimpismo debe residir en su propia convocatoria, es decir, en los Juegos Olímpicos.
- La olimpiada debe ser una fiesta corporal. Un acto de hermandad entre los hombres, un encuentro pacífico entre los pueblos y un acto pedagógico-social que sirva de mecanismo de defensa para la humanidad.
- El deporte está en el centro de la olimpiada. Hemos de diferenciar entre deporte práctica y deporte espectáculo. Ambos son cultura ya que se encuentran inmersos en nuestra sociedad y se desarrollan de una y otra manera entre la población.
- El deporte espectáculo alcanza su máximo nivel en la olimpiada. Cagigal critica las desmesuras del deporte espectáculo como producto de una sociedad inmersa en el sensacionalismo, la robotización (automatización), la violencia y el sedentarismo, pero considera que este también es deporte y por tanto lleva implícitos los valores olímpicos.
- El deporte práctica, que no está presente en los Juegos Olímpicos, posee unos grandes valores formativos que es precios cuidar y desarrollar. A partir del deporte práctica deberían implantarse unos Juegos Humanos, los cuales desembocarían en un Movimiento Ultraolímpico.
- Los valores del olimpismo se han desarrollado de manera parcial. El olimpismo, a pesar del gigantismo que ha alcanzado el espectáculo de los Juegos Olímpicos, ha logrado la universalización del deporte, y es a través de él como se puede lograr el reto de la reludificación social.
- El deporte como parte fundamental del olimpismo, debe ser el gran medio para educar al hombre de forma integral.
- La Idea Olímpica tiene suficiente valor en sí misma, no necesita de as organizaciones (Comité Olímpico Internacional (COI), Comités Olímpicos Nacionales (CON) y Federaciones Internacionales) que con su presencia generan la politización y mercantilización de los Juegos Olímpicos.
- El hombre debe ser el centro máximo de atención. Hay que buscar el humanismo y la identidad del hombre en la sociedad actual. El olimpismo y, por proyección, el deporte pueden ser unas magníficas vías para humanizar al hombre.

## Obras (selección)
- Hombres y deportes. Taurus ediciones, Madrid, mayo de 1957, págs. 374
- Deporte, pedagogía y humanismo, edit. Comité Olímpico Español, Madrid, febrero de 1966, págs.. 175
- Deporte, pulso de nuestro tiempo, editora Nacional, colección “Cultura y Deporte”, Madrid 1972, págs.. 238 + 3 cuadros.
- El deporte en la sociedad actual, Prensa española/Magisterio Español/Editora Nacional, Madrid, 1975, págs.. 159 + 2 cuadros.
- Deporte y agresión, edit. Planeta, colección “Difusión cultural” n.º 9, Barcelona, febrero de 1976, págs.. 189 + 1 cuadro. Segunda edición, 1990. Alianza Editorial/CSD. Colección “Alianza Deporte”, serie “Minor”.
- Las Escuelas de Educación Física en el Mundo. Estudio Comparativo, edición conjunta del INEF de Madrid y la AIESEP, Madrid, 1977, págs.. 315.
- Pur une theorie de l´education physique: Une aproche du sport contemporain, tesis doctoral, Universita Karlovy, Fakulta telesné Vychovy a Sportu, Praga (Checoslovaquia), 1 de octubre de 1977
- Cultura intelectual y cultura física, edit. Kapelusz, colección “Educación Física”, Buenos Aires, abril de 1979, págs., 116 + 2 cuadros.
- Deporte: Espectáculo y acción, Salvat editores, colección Salvat. “Temas Clave” n.º32, Barcelona, 1981, págs.. 64
- ¡Oh deporte! (Anatomía de un gigante), edit. Miñón, colección “kiné”, Valladolid, 1981, págs.. 234 + 2 cuadros

## Premios y reconocimientos
En vida:
- Encomienda con Placa al Mérito Civil
- Encomienda con Placa de la Orden de Cisneros
- Premio Nacional de la Delegación Nacional de Educación Física y Deportes por la publicación del libro ” Hombres y Deporte". 1957
- Premio "Marathon" de Radio Popular por la publicación del libro "El deporte en la sociedad actual”. 1976
- Premio Nacional de Educación Física 1977, otorgado por el Consejo Superior de Deportes a la labor más destacada en el campo de la educación física.
- Premio "Philip Noel Baker" del Consejo Internacional de Educación Física y Deportes de la UNESCO, por la contribución científica en el campo de la Filosofía del Deporte. París, 1 de junio de 1972
- Cruz y Gran Collar de la Federación Internacional de Educación Física (FIEP).
- “Medaille d’or de la Jeunesse et des sports”. Ministerio de la Jeunesse, Sport, et Loisirs de Francia. 1 de enero de 1979.
- Medalla de Oro de la Federación Belga de Gimnasia. Agosto de 1978.
- Miembro honorario de la "Sociedad Mexicana de Filosofía".

Póstumos:
- Premio Nacional del Deporte "Infantas de España" S.S.A.A.R.R. Dña Elena y Dña. Cristina, entregado por Su Majestad el Rey D. Juan Carlos, junio de 1984
- Medalla de oro de la Real Orden del Mérito Deportivo, que otorga Su Majestad el Rey y entregada por el Exmo. Sr. Ministro de Cultura, D. Javier Solana, marzo de 1984.
- Collar de Plata de la Orden del Comité Olímpico Internacional, otorgada y entregada por el presidente del C.O.I. Exmo. Sr. D. Juan Antonio Samaranch, marzo de 1984.
- Creación del Premio anual Internacional José M. Cagigal, por el Gobierno Vasco, Ayuntamiento de Bilbao. Presidido por S.A.R. el Príncipe de Asturias. Mayo de 1984.
- Creación de la Asociación Socio-Cultural-Deportiva José M. Cagigal de Valladolid, mayo de 1984.
- Primer Premio Deportivo Villa de Madrid, otorgado y entregado por su Exmo. Sr. Alcalde D. Tierno Galván, marzo de 1984.
- Placa de Plata al Mérito del Deporte Universitario, concedido por la Secretaria de Estado para Universidades e Investigación Dña. Carmina Virgili, marzo de 1984.
- Premio Especial de la Asociación de Periodistas Deportivos otorgado por su Presidente, Zaragoza, abril de 1984.
- Primer Premio al mejor Periodista Deportivo 1983, otorgado por el Periódico “Mundo Deportivo”, Barcelona, enero de 1984.
- Premio del Área de Educación Física Deportiva de la Universidad Complutanse de Madrid, febrero de 1984.
- Premio de la Agrupación Deportiva "Marathon" en su XXV Aniversario, marzo de 1984.
- Premio de la Comunidad Autónoma de Madrid, otorgado por su Presidente el Exmo. Sr. D. Joaquín Leguina, julio de 1984.
- 111 Semana de la Educación Física José M. Cagigal, organizada por el Colegio Liceo "La Paz", La Coruña, julio de 1984.
- Creación de la Reunión en pista cubierta Comunidad Autónoma de Madrid Memorial José M. Cagigal. Febrero de 1985.
- Medalla de Honor de la Federación Internacional de Psicología del Deporte concedida al representante de España, Barcelona, marzo de 1986.
- Creación del "Foro José María Cagigal". Jornadas para la reflexión y el diálogo sobre el deporte organizadas por la Fundación Deportes Alcobendas y el Inef de Madrid. Enero-junio 2007